# 율리야 타바코바
율리야 겐나디예프나 타바코바(러시아어: Юлия Геннадьевна Табакова, 1980년 5월 1일 ~ )는 러시아의 육상 선수이다.
그녀는 2004년 아테네 올림픽 400m 릴레이에서 올가 페도로바, 이리나 하바로바, 라리사 크루글로바와 함께 은메달을 획득하였다.